# Хајко (Тексас)
Хајко (енгл. Hico) град је у америчкој савезној држави Тексас. По попису становништва из 2010. у њему је живело 1.379 становника.

## Демографија
Према попису становништва из 2010. у граду је живело 1.379 становника, што је 38 (2,8%) становника више него 2000. године.
| Група             | 2000.         | 2010.         |
| Белци             | 1.167 (87,0%) | 1.136 (82,4%) |
| Афроамериканци    | 0 (0,0%)      | 8 (0,6%)      |
| Азијати           | 0 (0,0%)      | 0 (0,0%)      |
| Хиспаноамериканци | 151 (11,3%)   | 227 (16,5%)   |
| Укупно            | 1.341         | 1.379         |